# Athelas

Schriftbeispiel der Athelas

Die Athelas ist eine Schriftart, die sich allgemein der Renaissance-Antiqua und konkreter den speziell für den Buchsatz konzipierten Serifenschriften zuordnen lässt. Sie wurde von Veronika Burian und José Scaglione entwickelt und 2008 bei TypeTogether, dem Schriftenlabel der beiden veröffentlicht. Einen breiteren Bekanntheitsgrad in der Typografie- und Mediengestaltungsbranche erlangte sie unter anderem durch Artikel und Rezensionen in Branchen-Publikationen wie etwa der Page sowie mehrere erhaltene Auszeichnungen. Den Bekanntheitsgrad der Schrift erhöht hat zudem ihre zwischenzeitliche Präsenz im Systemschriften-Bestand von Apples Betriebssystem macOS.

## Charakteristik

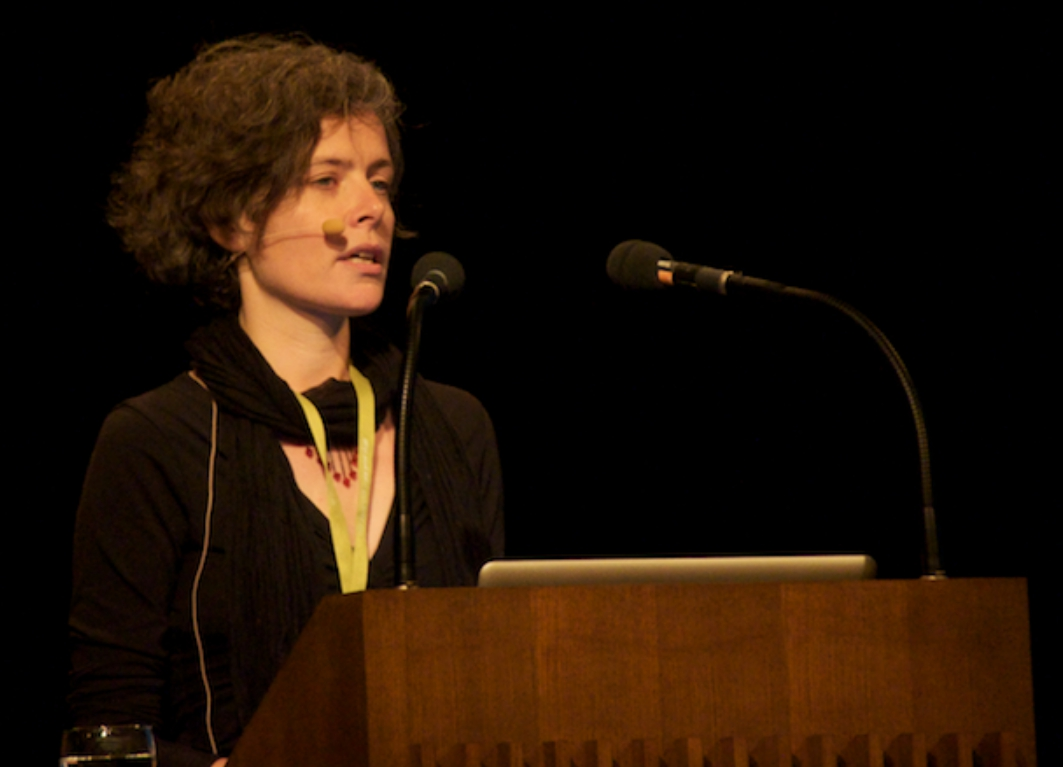
Veronika Burian als Rednerin auf der TYPO Berlin 2010

Die Athelas wurde 2007 als eigens ausgewiesene Schrift für den Buchsatz sowie vergleichbare Fließtext-Zwecke auf den Markt gebracht. Konzipiert wurde sie von den beiden Typedesignern Veronika Burian und José Scaglione – wobei Scaglione den ursprünglichen Entwurf tätigte und Burian im Zug der Ausbau- und Finalisierungsphase hinzukam. Mit der von ihnen betriebenen Type Foundry TypeTogether hatten sie sich schon zuvor vorzugsweise auf klassische Fließtext-Schriften kapriziert – so etwa die Maiola, eine von Veronika Burian entworfene Renaissance-Antiqua, die Karmina sowie die klassizistisch ausgerichtete Schriftsippe Abril. Die aus Prag stammende Burian und der Argentinier Scaglione blickten zum Zeitpunkt der Veröffentlichung auf eine einschlägige Berufslaufbahn zurück: Burian hatte an der Arts and Crafts-Designhochschule in Rochester, Großbritannien studiert und in der Folge für das Schriftenlabel Dalton-Maag gearbeitet, Scaglione unterschiedliche Designaufträge mit Schwerpunkt Webseitengestaltung durchgeführt – darunter auch den Entwurf von Schriften.
Auslöser für die später eingegangene berufliche Partnerschaft war ihr Zusammentreffen beim Schriftdesign-Masterstudium an der University of Reading in Großbritannien. Eigenen Angaben zufolge wurde die gleiche Wellenlänge zwischen ihnen auch durch den Umstand mitbefördert, dass beide Situationen von politischem Exil miterlebt hatten. Die Familie von Veronika Burian war im Zug der Niederschlagung des Prager Frühlings nach München emigriert. Die von José Scaglione hatte im Zug des Schmutzigen Kriegs während der Militärdiktatur Argentinien zeitweilig den Rücken gekehrt und sich in Uruguay respektive Brasilien niedergelassen. Trotz enger Zusammenarbeit sowie Etablierung des gemeinsamen Schriften-Labels TypeTogether kam die beiden Schriftdesigner überein, ihre jeweiligen Lebensmittelpunkte beizubehalten und die Zusammenarbeit von diesen aus zu weiter zu betreiben.
Vom Erscheinungsbild her zeichnet sich die Athelas aus durch klar (aber nicht übermaßig) ausgeprägte Ober- und Unterlängen sowie eher moderate Strichkontraste. Eigenen Angaben zufolge wurde der Entwurf vor allem von britischen Buchsatzschriften inspiriert. Der Schriftname stammte von einem Heilkraut in J. R. R. Tolkiens Fantasy-Trilogie Der Herr der Ringe. Die Schnitt-Bestückung der Athelas beschränkte sich in der Standardvariante auf die Belegung Regular, Italic, Bold und Bold Italic. Über das lateinische Alphabet hinaus enthält sie auch Zeichensätze für griechische und kyrillische Texte. Die kyrillischen Zeichen steuerte der Typedesigner Tom Grace bei; die griechischen wurden von Irene Viachou entworfen.
Direkt nach ihrem Erscheinen gewann sie 2008 den ersten Preis für die beste lateinisch-alphabetische Schriftart bei der Granshan International Type Design Competition. 2017 erschien eine arabische Erweiterung der Athelas unter der Bezeichnung Athelas Arabic. Entworfen wurde sie von der iranischen Typedesignerin Sahar Afshar. Kommerziell verfügbar ist sie unter anderem über Burians und Scagliones Schriftenlabel TypeTogether sowie das Schriftenportal MyFonts. Darüber hinaus ist sie zudem Teil von Adobe Fonts – der Schriftenbibliothek von Adobes Programmabo-Paket Creative Cloud.
Als Anwendungsbeispiele listet das Schriftdesign-Webportal Fonts in Use vorwiegend Einsätze im Buchsatz auf – etwa für eine Buchreihe des unabhängigen italienischen Verlags Incontri Editrice, sowie in Traditiones Argentinas von 2006, einer limitierten Schöndruck-Auflage, die von der Sociedad de Bibliófilos Argentinos herausgegeben wird.